# Хордобециу, Черасела
Черасела Симона Хордобециу (рум. Cerasela Simona Hordobețiu; род. 11 октября 1968, Румыния) — румынская конькобежка. Участница зимних Олимпийских игр 1992 и 1994 годов, 5-кратная чемпионка Румынии и 4-кратная призёр чемпионата Румынии, 11-кратная рекордсменка Румынии. Выступала за клуб "AS Vointa Sibiu".

## Биография
Черасела Хордобециу родилась в Сибиу, где и стала на коньки. Конькобежным спортом профессионально занялась в возрасте 9-ти лет в самом  маленьком городе Румынии Бэиле-Тушнаде. В возрасте 10 лет она дебютировала на молодёжном чемпионате Румынии и уже через год заняла 2-е место в мини-спринте. В 1981 году дебютировала на юниорском чемпионате Румынии. В 1984 году стала 2-й среди юниоров в многоборье и на дебютном взрослом чемпионате Румынии заняла 1-е место в комбинации спринта, а в 1985 и 1986 годах была чемпионкой в классическом многоборье.
В 1987 году Черасела заняла 2-е место на юниорском чемпионате Румынии в многоборье и дебютировала на чемпионате мира среди юниоров. Следом второй раз стала чемпионкой страны в спринте. В 1988 году на юниорском чемпионате мира была дисквалифицирована вместе с подругой по команде Михаэлой Даскэлу за употребление допинга от международных соревновании. В 1990 году она в третий раз выиграла спринт на чемпионате Румынии. В 1991 году Черасела вернулась и участвовала на зимней Универсиаде в Саппоро, где заняла лучшее 5-е место в беге на 5000 м.
В 1992 году дебютировала на чемпионате Европы и на зимних Олимпийских играх в Альбервиле, где заняла 17-е место в беге на 3000 м, 19-е на 5000 м, 28-е на 1500 м и 30-е на 500 м. На чемпионатах мира в классическом многоборье в 1992, 1993 и 1994 годах заняла 21-е, 19-е и 16-е место соответственно, а на чемпионатах мира в спринте в 1993 и 1994 годах была 25-й и 22-й. На чемпионате Европы 1993 заняла 8-е место, в  1994 стала 11-й, на зимних Олимпийских играх в Лиллехаммере в 1994 году заняла 14-е место в забеге на 5000 м, 18-е на 3000 м, 23-е на 1500 м, 28-е на 1000 м и 29-е на 500 м.
На чемпионате Европы 1995 года Черасела заняла 13-е место, в  1996 была 12-й, в  1997 заняла вновь 12-е место и в  1999 году заняла 17-е место. На чемпионате мира в классическом многоборье в 1995 году финишировала 17-й, в  1996 - 19-й, в  1997 - 22-й и в  1998 - 19-й. На спринтерских чемпионатах мира 1995 и 1996 годов занимала 21-е и 22-е места соответственно. В 1999 году завершила карьеру спортсменки.

## Личная жизнь
Черасела Хордобециу вышла замуж за Константина Йосефа, бывшего регбиста, от которого у неё двое сыновей Эдуард и Сориан. В 2011 году они расстались из-за новой любви Константина к Тео Трандафир — звезде румынского телевидения. Но 2 июня 2012 года он с ней развёлся и  решил вернуться к бывшей супруге во Францию, где она сейчас проживает со своей свекровью и детьми в Анси.